# Bujki (rejon szarkowszczyński)
Bujki (biał. Буйкі; ros. Буйки) – wieś na Białorusi, w obwodzie witebskim, w rejonie szarkowszczyńskim, w sielsowiecie Jody.

## Historia
W czasach zaborów w gminie Ihumenowo, w powiecie dzisieńskim, w guberni wileńskiej Imperium Rosyjskiego. Pod koniec XIX wieku należała do dóbr Pekin.
W latach 1921–1945 wieś a następnie kolonia leżała w Polsce, w województwie wileńskim, w powiecie dziśnieńskim, w gminie Szarkowszczyzna.
Według Powszechnego Spisu Ludności z 1921 roku zamieszkiwały tu 105 osób, 2 były wyznania rzymskokatolickiego, 103 prawosławnego. Jednocześnie 15 mieszkańców zadeklarowało polską, 90 białoruską przynależność narodową. Było tu 21 budynków mieszkalnych. W 1931 w 22 domach zamieszkiwało 105 osób.
Wierni należeli do parafii rzymskokatolickiej i prawosławnej w Szarkowszczyźnie. Miejscowość podlegała pod Sąd Grodzki w Głębokiem i Okręgowy w Wilnie; właściwy urząd pocztowy mieścił się w Szarkowszczyźnie.
W wyniku napaści ZSRR na Polskę we wrześniu 1939 miejscowość znalazła się pod okupacją sowiecką. 2 listopada została włączona do Białoruskiej SRR. Od czerwca 1941 roku pod okupacją niemiecką. W 1944 miejscowość została ponownie zajęta przez wojska sowieckie i włączona do Białoruskiej SRR.
W latach 1954 – 1989 siedziba sielsowietu Bujki. 
Od 1991 w składzie niepodległej Białorusi.
Do roku 2013 w składzie sielsowietu Wołożynki.